# Merevbogárfélék
A merevbogárfélék (Throscidae) a rovarok (Insecta) osztályában a bogarak (Coleoptera) rendjébe, azon belül a mindenevő bogarak (Polyphaga) alrendjébe tartozó család. Magyar nevüket onnan kapták, hogy az előtoruk kevésbé mozgathatóan ízesül a középtorhoz, mint a rokonságukba tartozó más családoknál.

## Elterjedésük
5 nembe sorolt mintegy 190 fajjal minden állatföldrajzi régióban elterjedtek, Új-Zéland kivételével. Magyarországon 10 fajuk fordul elő.

## Megjelenésük, felépítésük
Kis méretű bogarak (1,5 – 6 mm), vörösesbarna-fekete színezetű, hosszúkás, lapított testű bogarak. Testfelületük finoman pontozott és szőrözött. Fejük mélyen az előtorba behúzott, enyhén előreálló. 11-ízű csápjuk utolsó 4 íze gyenge bunkót alkot, csápjuk az előmell egy árkába beilleszkedik. Előtoruk mereven ízesül a középtorhoz, hátsó szögletei szorosan simulnak a szárnyfedőkhöz. Szárnyfedőjük a váll magasságában a legszélesebb, rajta pontsorok találhatóak; a potrohot végig befedik. Lábaik rövidek, a test alsó részén lévő árkokba behúzhatóak. Lábfejképletük 5-5-5.
Lárváik gyengén szklerotizáltak.

## Életmódjuk, élőhelyük
Életmódjuk még nem ismert teljesen. Az imágók száraz, gombával átszőtt faágakon, faodvakban, korhadt avarban találhatóak meg. Éjjel fényre is repülnek, erdőszéli növényzetről is gyűjthetőek. Nem ritka rovarok, de ritkán kerülnek megfigyelésre. Főként síkvidéki és középhegységi területekről ismertek.
Lárváik korhadt fában vagy talajban fejlődnek, ahol penésszel, földalatti gombákkal táplálkoznak. Megtalálhatóak termeszvárakban is.

## Rendszertani felosztásuk
Az Elateroidea sensu stricto rokonsági csoportba tartoznak, legközelebbi rokonaik az álpattanóbogár-félék és a tövisnyakúbogár-félék, akikkel együtt a pattanóbogár-félék testvércsoportját alkotják.
Poterginae (Cobos, 1961)
Pactopus (LeConte, 1868)
Potergus (Bonvouloir 1871)
Throscinae (Laporte, 1840)
Aulonothroscus (Horn, 1890)
Cryptophthalma (Cobos, 1982)
Neocrowsonia (Kistner & Abdel-Galil, 1986)
Trixagus (Kugelann, 1794)
Throscogeniinae (Iablokoff-Khnzorian, 1962)
Throscogenius (Iablokov-Khnzorian, 1962)

## Magyarországon előforduló fajok
- Kerekszemű merevbogár (Aulonothroscus brevicollis) (Bonvouloir, 1859)
- Selymes merevbogár (Trixagus dermestoides) (Linnaeus, 1767)
- Trixagus carinifrons (Bonvouloir, 1859)
- Trixagus elateroides (Heer, 1841)
- Trixagus leseigneuri (Muona, 2002)
- Apró merevbogár (Trixagus obtusus) (Curtis 1827)

## Fordítás
- Ez a szócikk részben vagy egészben  a   Halvsmellere című norvég Wikipédia-szócikk fordításán alapul.  Az eredeti cikk szerkesztőit annak laptörténete sorolja fel. Ez a jelzés csupán a megfogalmazás eredetét és a szerzői jogokat jelzi, nem szolgál a cikkben szereplő információk forrásmegjelöléseként.